# Солнцерезы

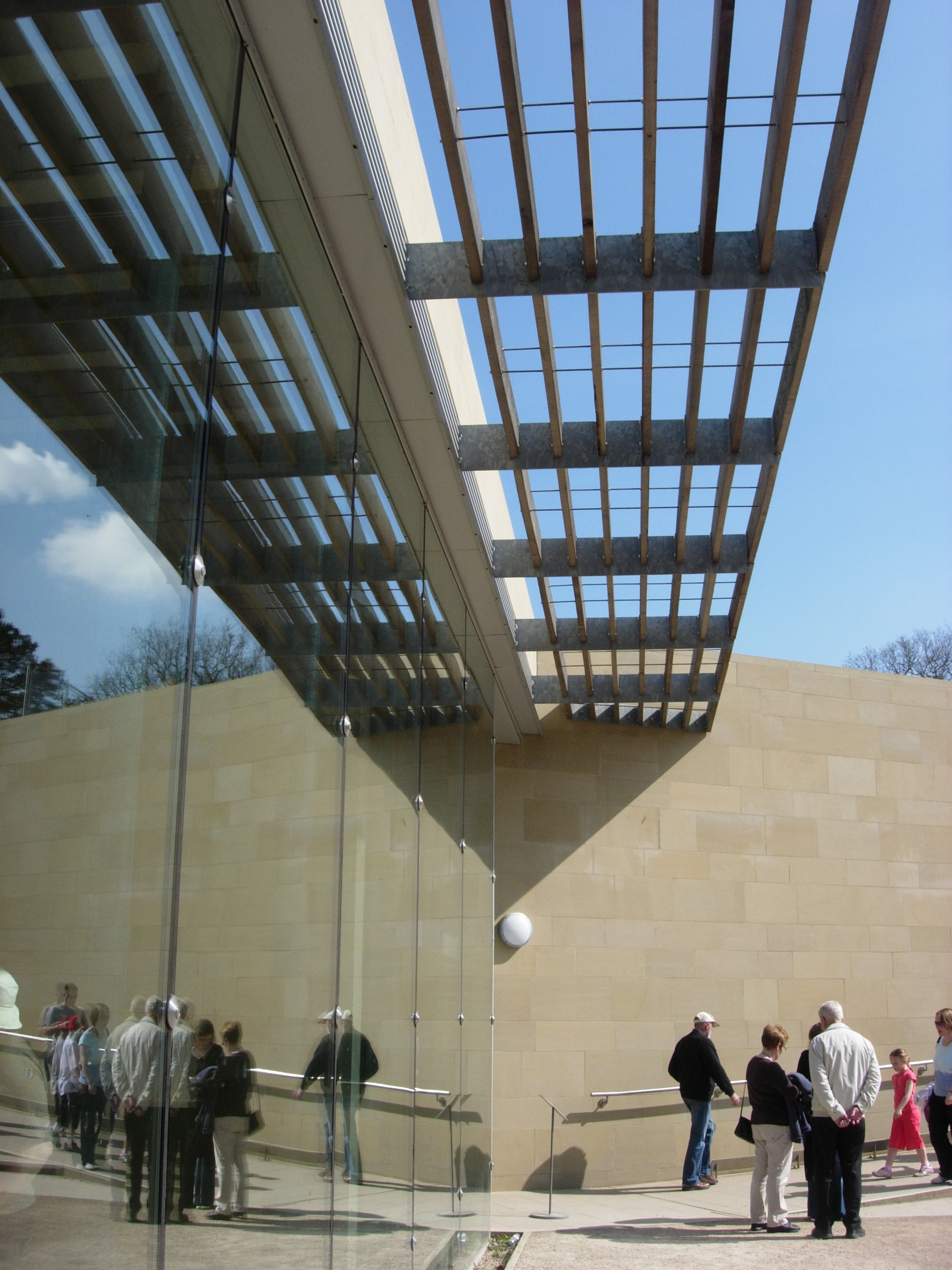
Основной солнцерез в подземной галерее в парке скульптур Йоркшира. Эта фотография была сделана в апреле в полдень, немного позже весеннего равноденствия. Верхняя часть остекления находится в тени. По мере того, как лето продолжается, затенение стекла в полдень будет больше.

Солнцерезы, Бриз-солей (фр. brise-soleil) — архитектурный элемент здания, уменьшающий приток тепла внутрь этого здания путем отклонения солнечного света.

## Архитектура
Солнцерезами могут являться различные постоянные солнцезащитные конструкции: от простых бетонных стен, углубляющих фасад внутрь здания, популяризированных Ле Корбюзье и ярко выраженных в его Дворце Ассамблеи, до сложного механизма в виде крыла, разработанного Сантьяго Калатравой для Музея искусств Милуоки или механических устройств Жана Нувеля в здании Института арабского мира, наложенных на окна и представляющих из себя диафрагмы, задающие паттерн для тени.
Обычно это горизонтальный выступ, простирающийся вдоль фасада с солнечной стороны здания. Это чаще всего используется для предотвращения перегрева фасадов с большим количеством стекла в течение лета. Частым элементом являются встроенные внешние жалюзи, которые предотвращают падение летнего солнца под большим углом на фасад, а также позволяют зимнему солнцу под низким углом обеспечить пассивное солнечное отопление.

## Галерея

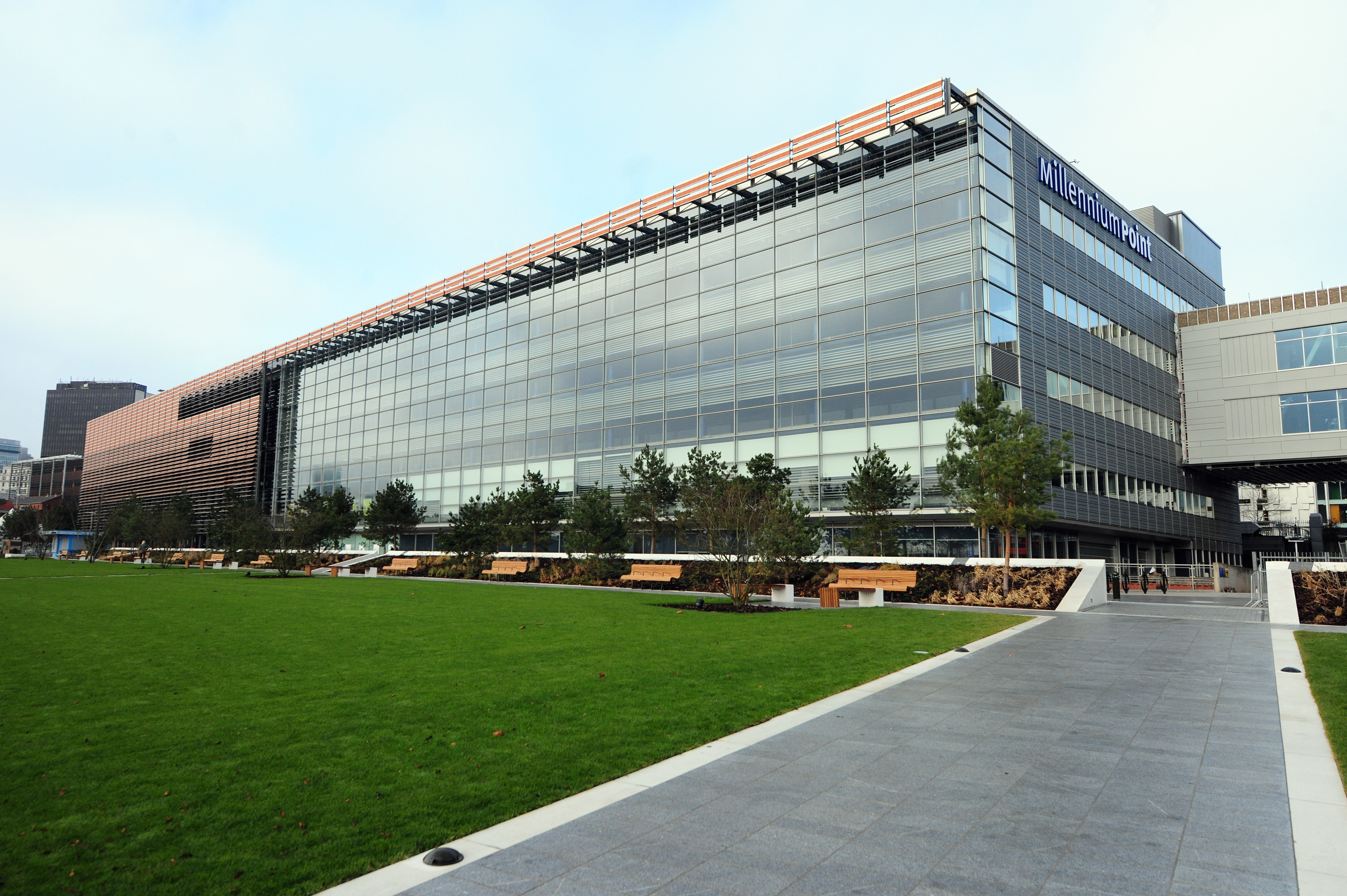
Миллениум-Поинт в Бирмингем , Великобритания.
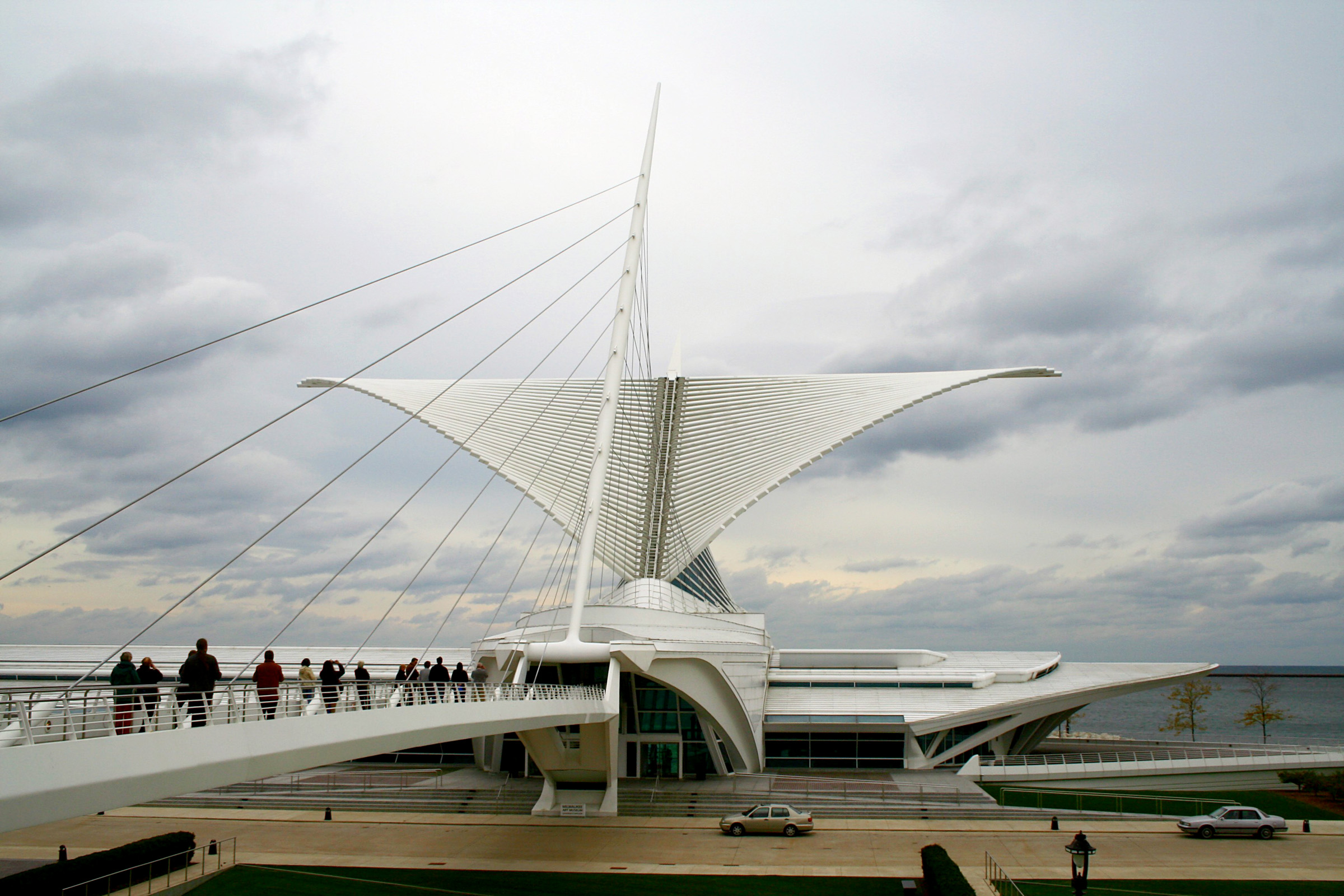
Подвижный солнцерез Burke на павильоне Квадраччи художественного музей Милуоки закрывается на закате.
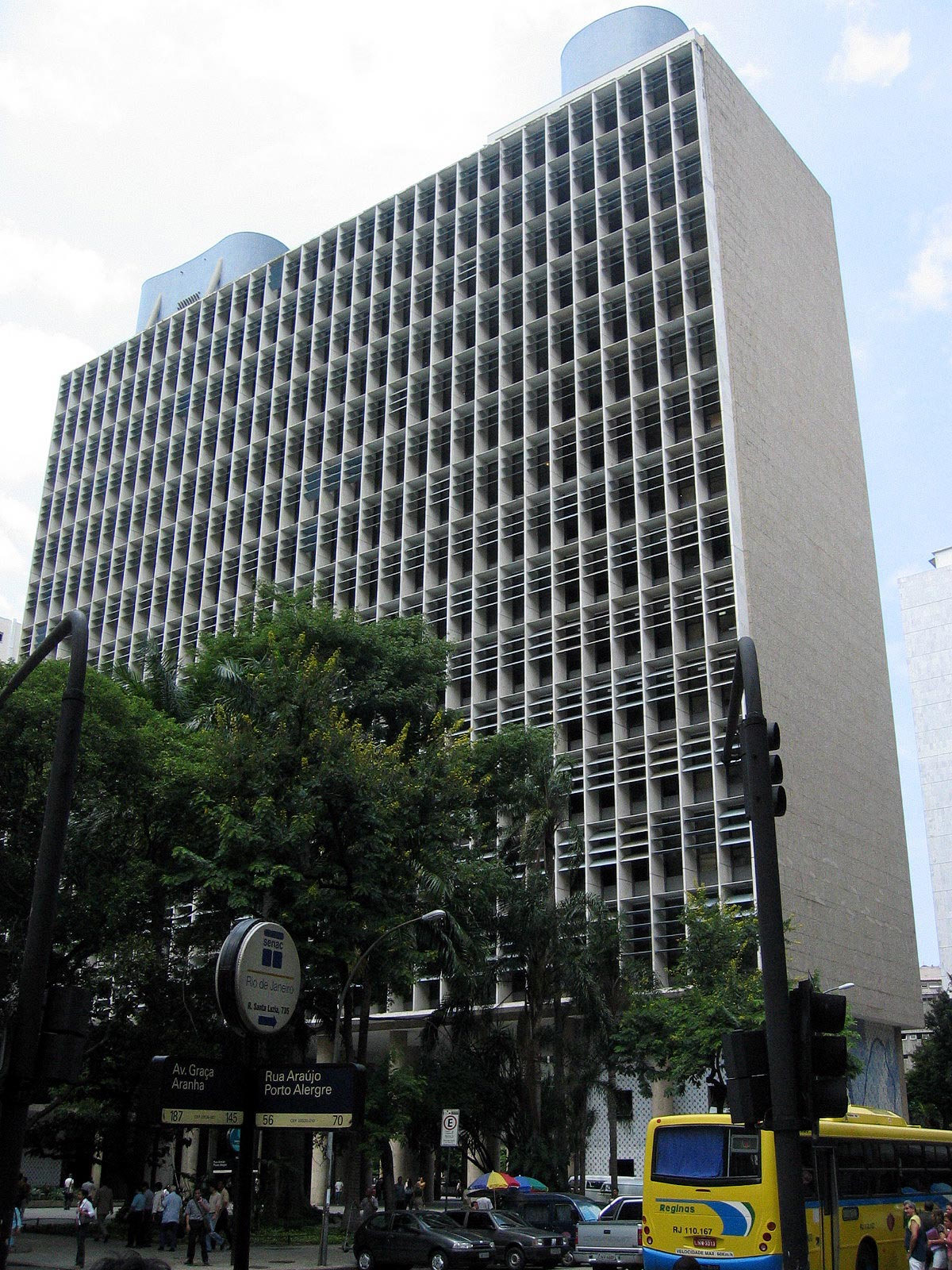
Дворец Гуштаву Капанемы в Рио-де-Жанейро.
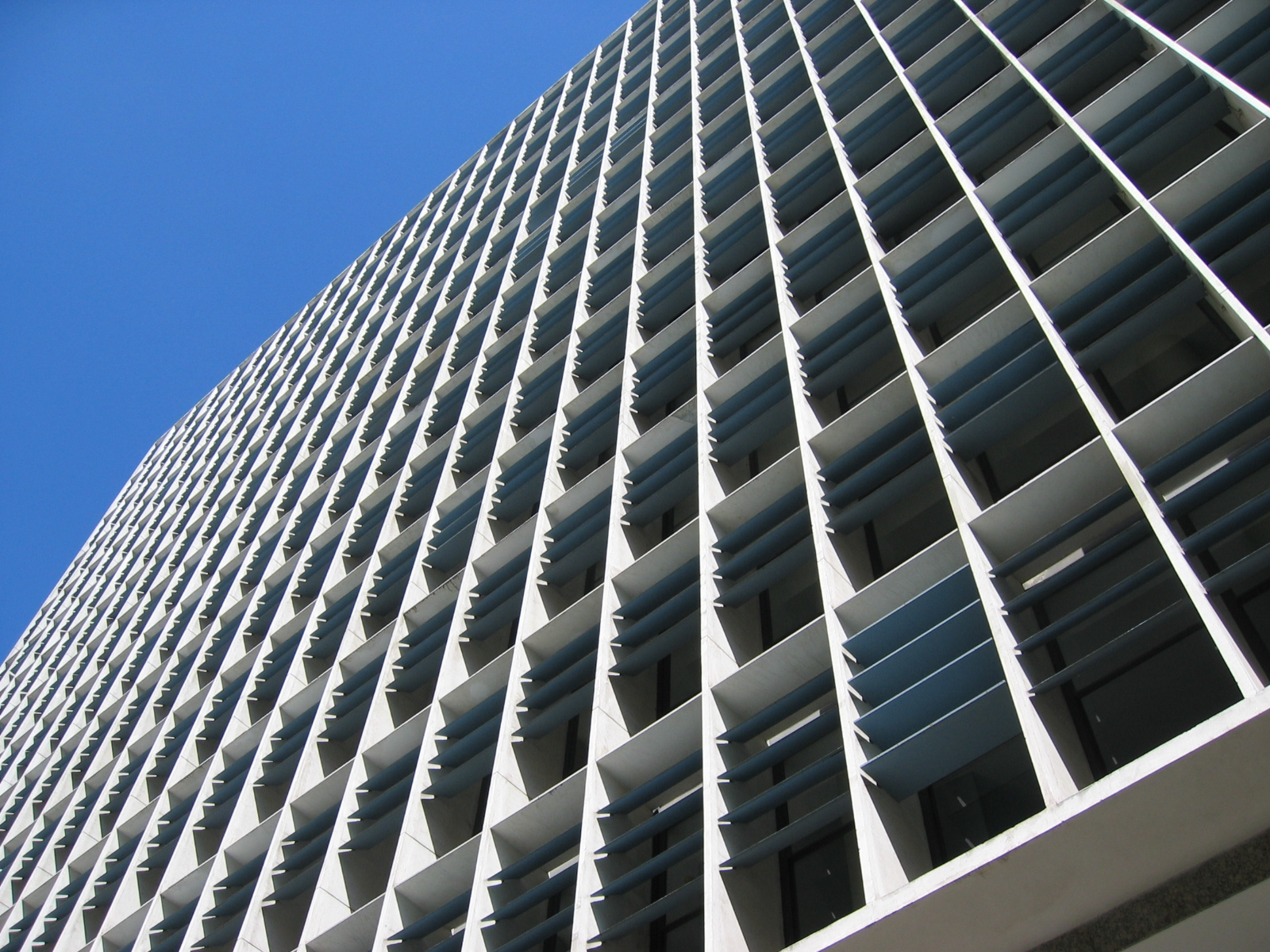
Северный фазад Дворца Гуштаву Капанемы
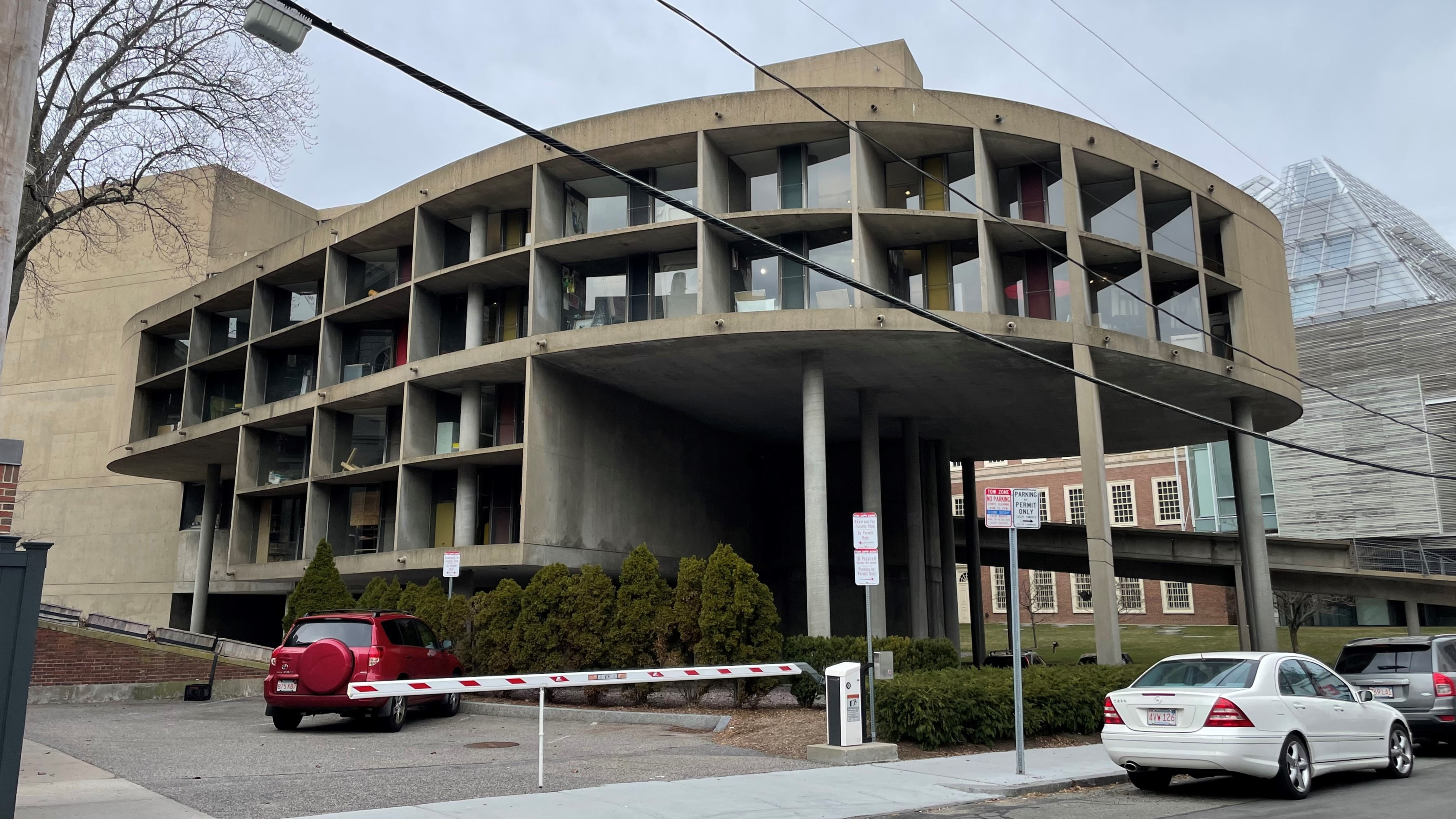
Карпентер-Центр Визуальных Искусств.
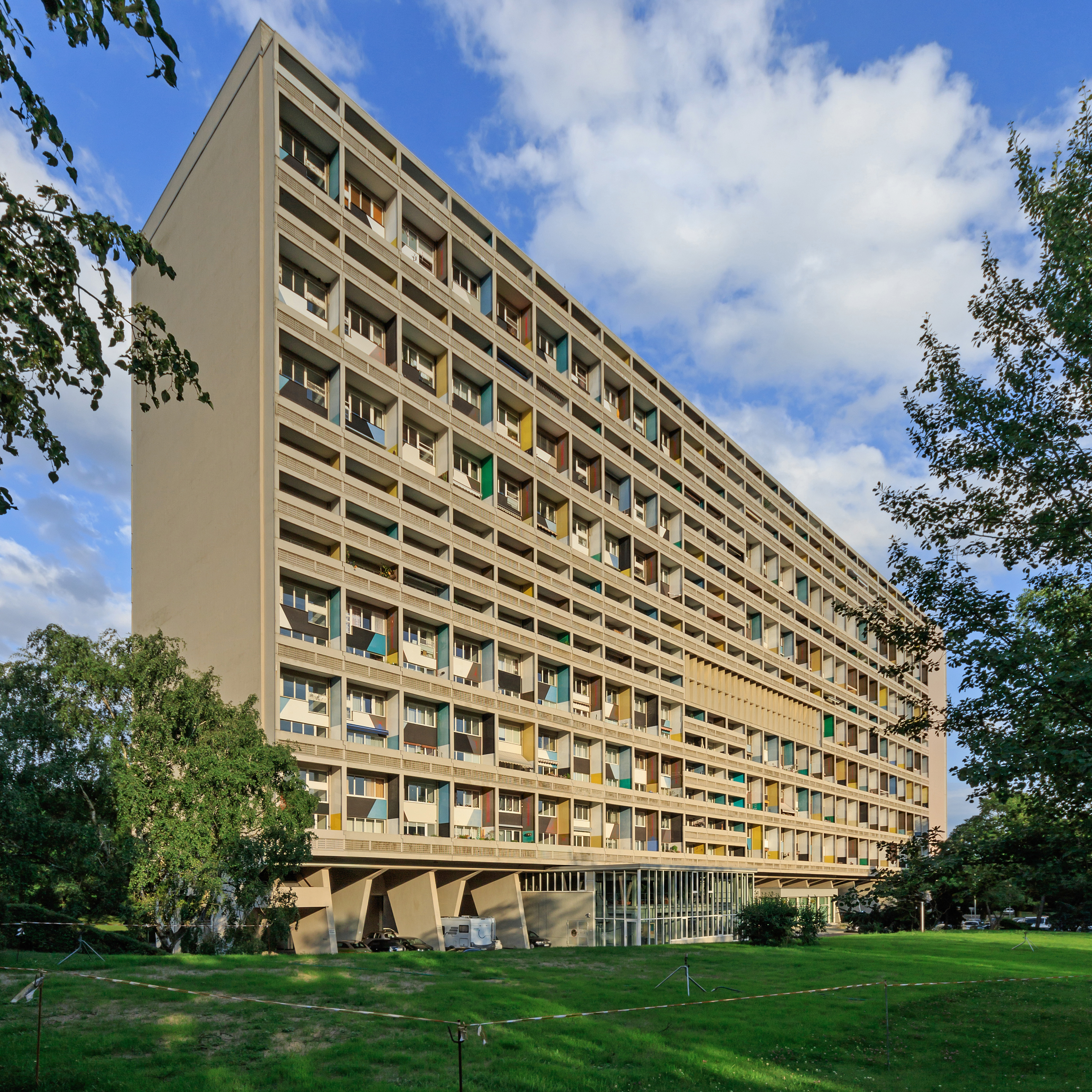
Жилая единица в Марселе.